# Cône de signalisation
Pour les articles homonymes, voir Cône et Lübeck (homonyme).

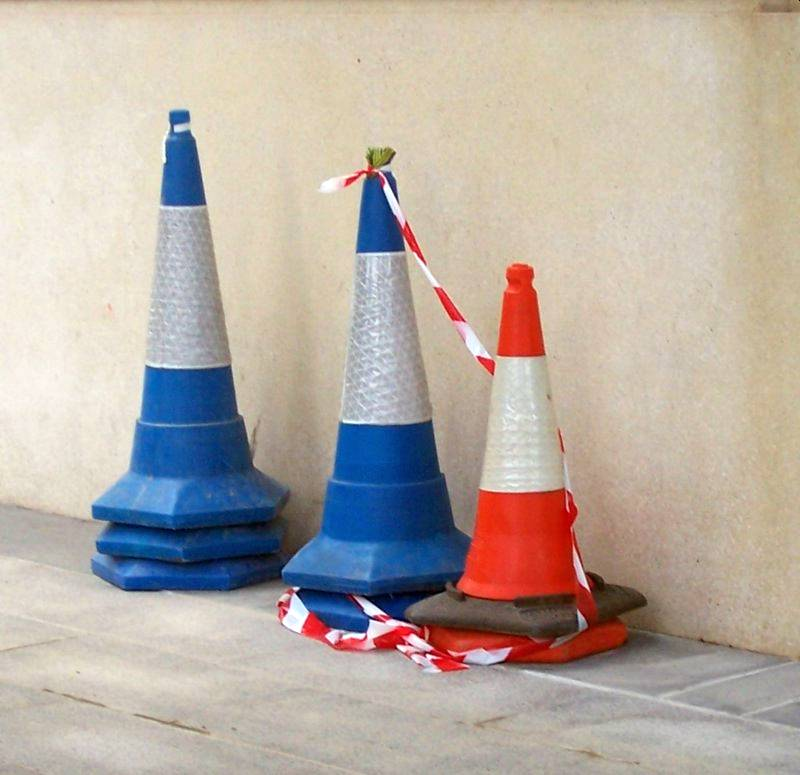
Cônes de chantier. Photo prise à Birmingham, en Angleterre.

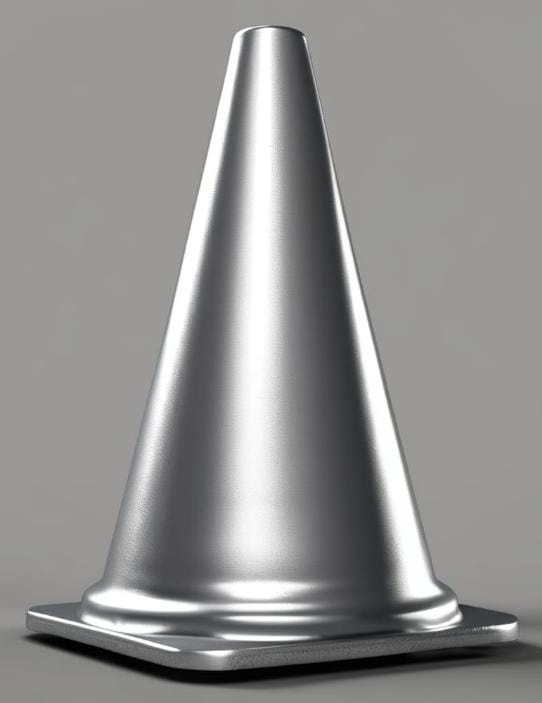
Cône argenté.

Le cône de signalisation, cône de chantier, ou cône de Lübeck (Lübecker Hütchen, « petit chapeau de Lübeck » en allemand), est un objet conique en plastique utilisé à la délimitation d'une zone de balisage. En Belgique et en France, il est souvent de couleurs orange et blanc. Au Québec, on l'appelle communément cône orange.
Également appelé plot, c'est une signalisation routière temporaire installée principalement près des chantiers ou des lieux d'accident. Les cônes empêchent l'usager d'utiliser une partie de la chaussée ou du trottoir sur laquelle ont lieu les opérations de construction ou de sauvetage. Le cône est codifié K5A dans la signalisation routière française.

## Description
Les cônes de chantier les plus utilisés ont une hauteur de 50 cm pour les interventions en milieu urbain et 75 cm pour les interventions en péri-urbain et sur autoroute. Cependant, il existe deux autres tailles : 30 cm pour une utilisation dans un cadre privé (voie privée, auto-école) et 100 cm qui peuvent être utilisés dans toutes situations mais le sont moins en raison de leur poids plus important.
Ils sont généralement pourvus de deux bandes (1 seule pour les cônes de 30 cm) qui peuvent être ou non rétro-réfléchissantes (classe 1 ou 2) selon le lieu et la durée de l'utilisation (jour ou nuit).

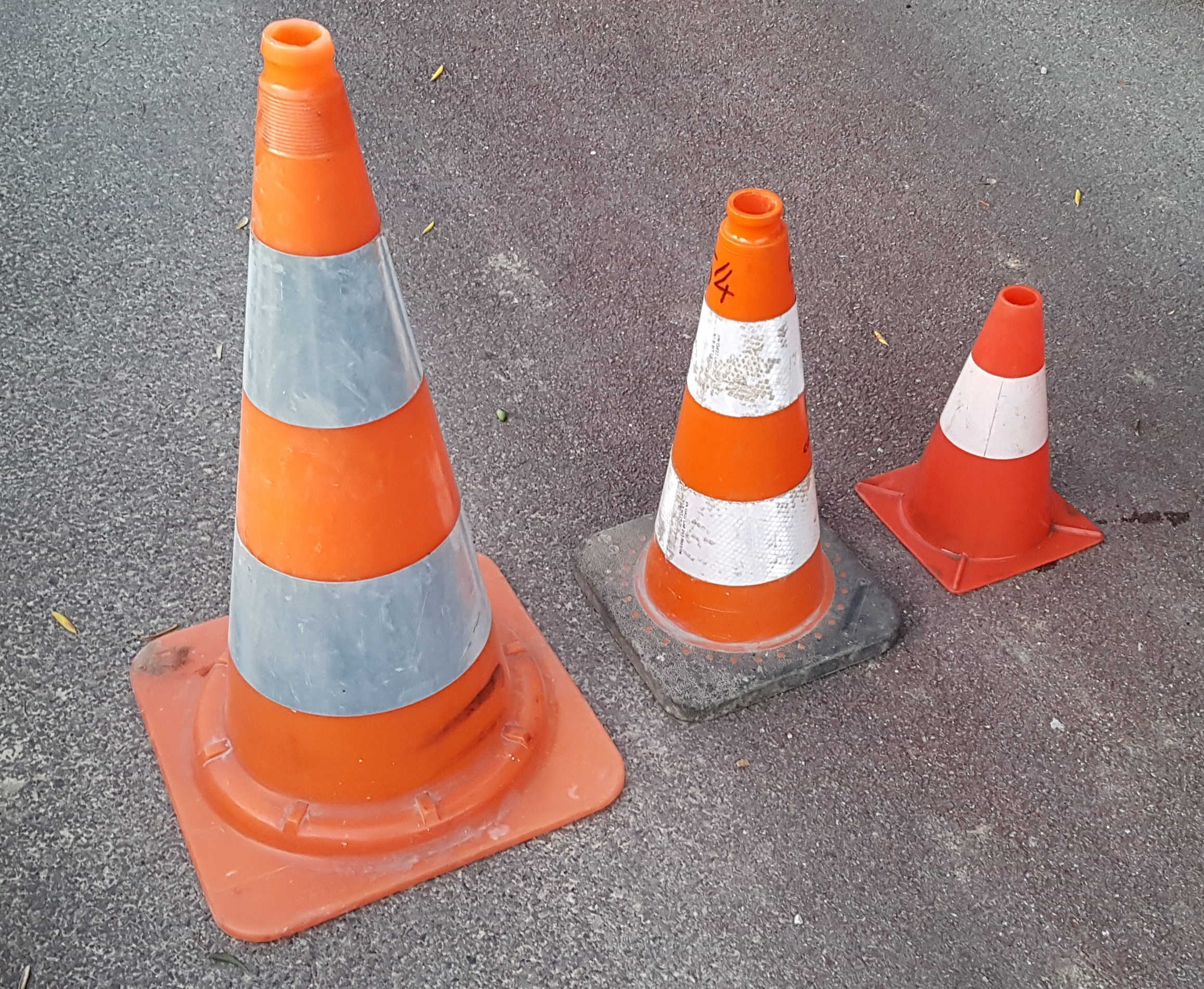
Cônes de chantier de diverses tailles utilisés en France (75, 50 et 30 cm)

Ils sont parfois munis d'une embase lestée en caoutchouc pour leur assurer une meilleure stabilité et peuvent posséder un grip et une gorge pour une meilleure préhension.
Certains cônes sont pliables afin de prendre moins de place (souvent utilisés par les services de secours pour un balisage rapide).
Leurs dimension, poids, résistance et visibilité sont définis, en Europe, par la norme NF EN 13422 relative aux dispositifs d’alerte et balisages de voies souples et mobiles, signaux temporaires mobiles et cônes et cylindres,.

## Utilisation

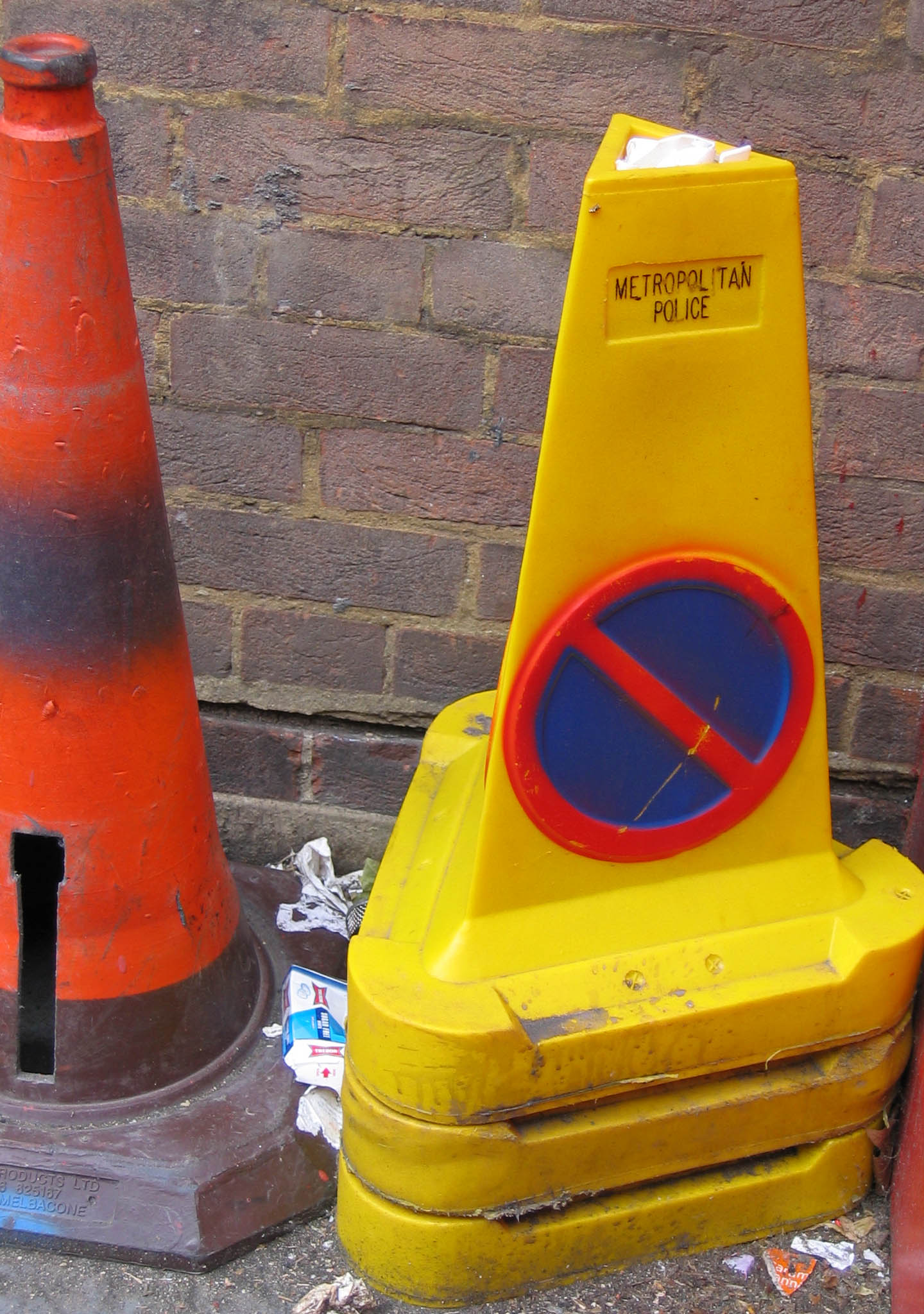
Cônes triangulaires en usage en Angleterre pour indiquer l'interdiction de stationnement.

Pour une utilisation optimale, les cônes sont placés en diagonale sur la chaussée avant l'obstacle à signaliser :
- ils sont visibles dans l'axe de la route depuis toutes les voies de circulation, mais aussi perpendiculairement à la route (donc éventuellement d'une route en intersection) ;
- ils matérialisent une trajectoire de contournement de l'obstacle[2].

Le cône le plus proche de l'axe médian de la route (le plus à gauche dans les pays où l'on circule à droite) doit être au moins au niveau de l'extrémité de l'obstacle. Si l'obstacle ou le chantier est long, on place également des cônes dans l'axe de la chaussée, le long de l'obstacle. S'il est nécessaire de circuler autour de l'obstacle, il faut prévoir une marge suffisante. Cependant ils doivent toujours être placés vers l'intérieur ou, à défaut, le long de l'axe (jamais sur la voie adjacente).
Les cônes sont une signalisation de proximité. Ils sont suffisants dans les zones où l'on roule lentement (par exemple en agglomération, la vitesse étant en général limitée à 50 km/h), mais ils doivent être complétés par une présignalisation dans les zones à vitesse élevée (route, autoroute).
D'autres signalisations peuvent être employées simultanément pour signaler le problème : feu orange clignotant, panneau rectangulaire à chevrons rouges, agent de circulation, etc. Les intervenants doivent porter des vêtements à haute visibilité compatibles avec le type de route (vitesse de circulation) et les conditions de visibilité (couleurs fluorescentes, bandes rétroréfléchissantes).
Les cônes peuvent être équipés d'une signalisation lumineuse clignotante d'un fanion K1 ou être reliés à l'aide de rubalise (lors d’événements sportifs par exemple).

## Dénominations
L'expression « cône de Lübeck » vient du fait que ces derniers ont longtemps été produits à Lübeck, en Allemagne.
En Belgique, les cônes de chantier sont appelés familièrement « cuberdons », par analogie avec la traditionnelle friandise conique.
En France, il est communément appelé « plot » ou « cocotte ».[réf. nécessaire]

## Dans la culture

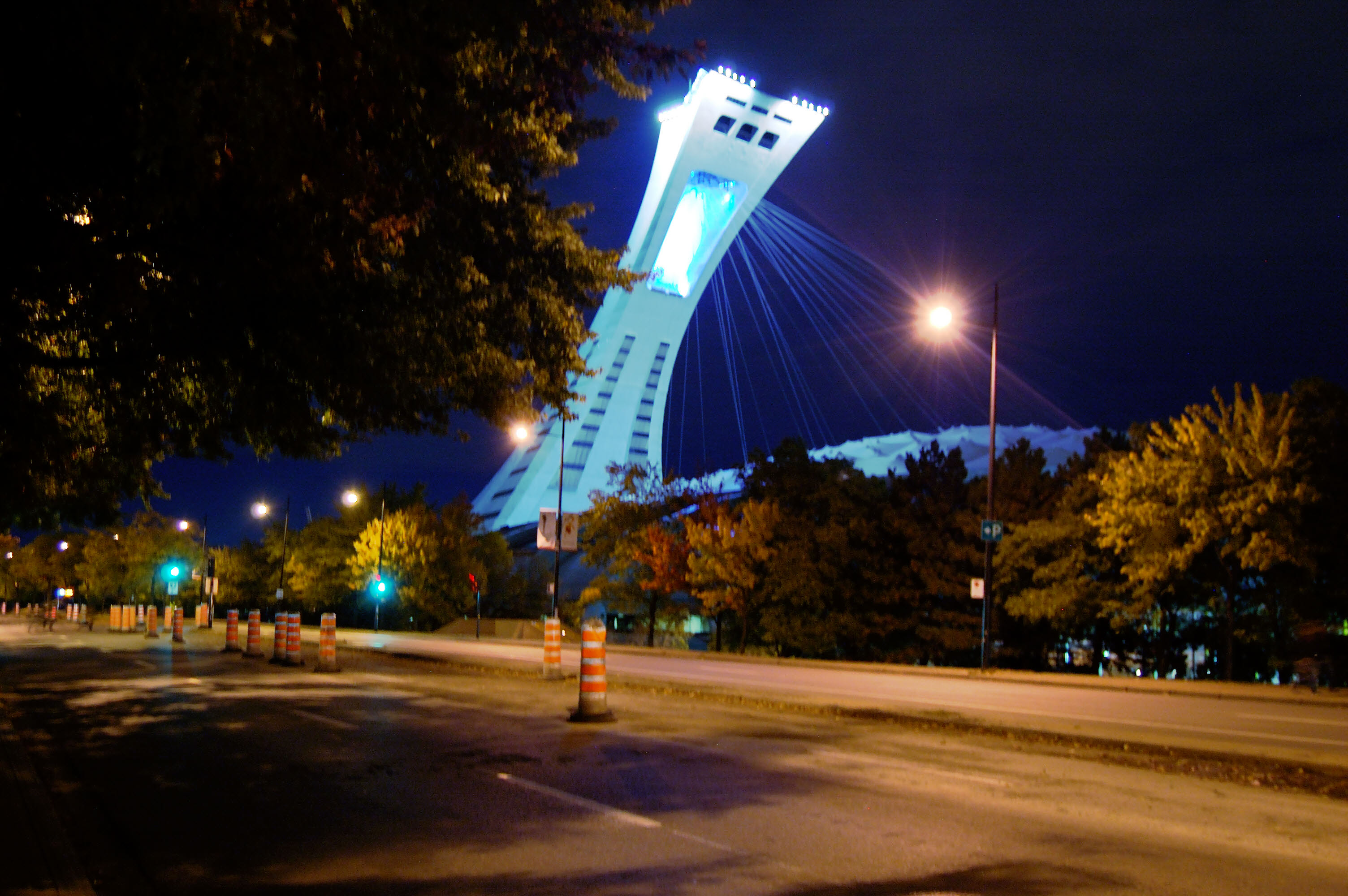
Le cône orange est devenu un symbole humoristique de Montréal, en raison de ses perpétuels travaux de voirie.

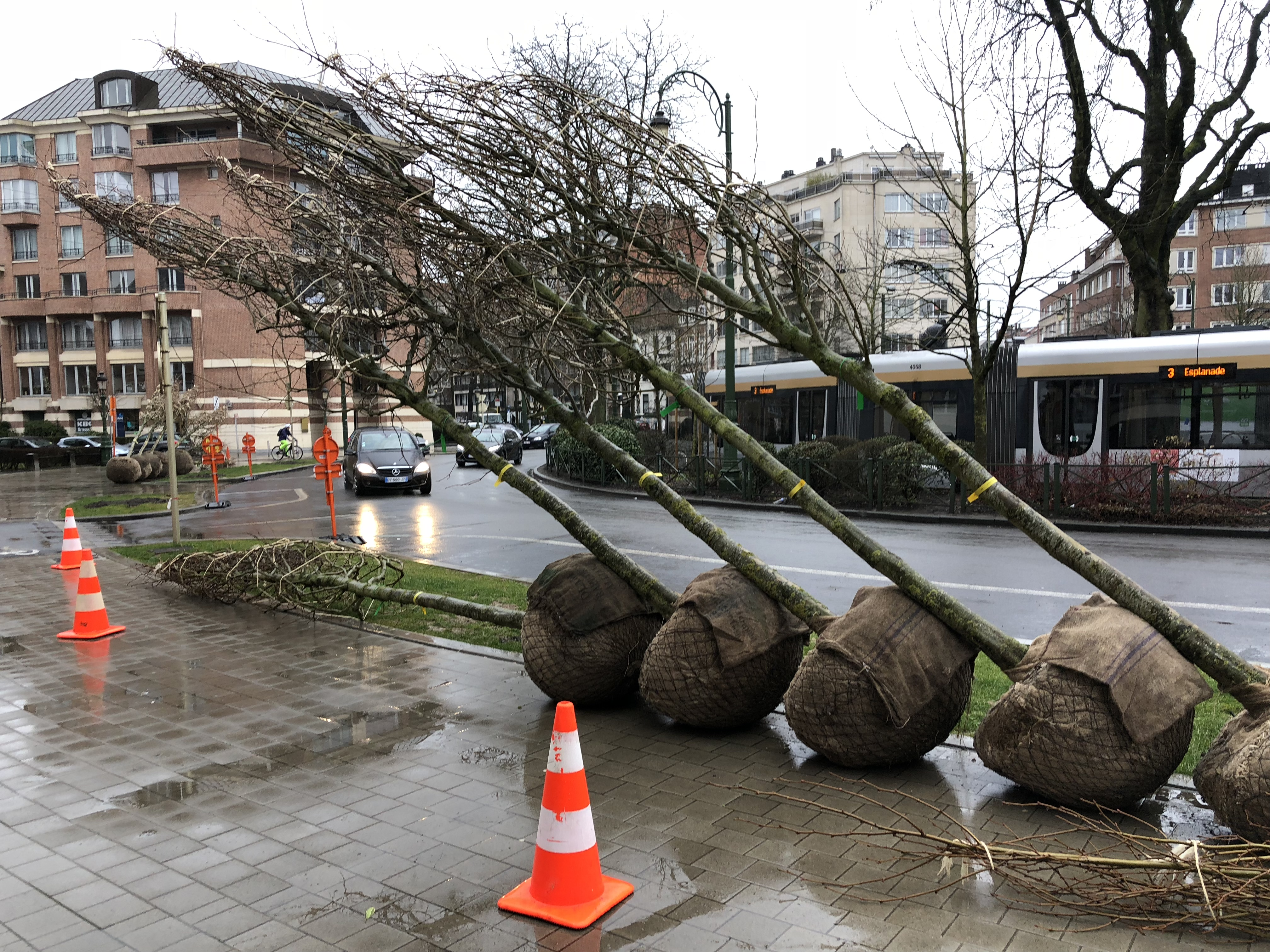
Avant la pose des arbres du rond-point Churchill en Belgique.

Le cône orange est devenu un symbole humoristique de la ville de Montréal. Il a aussi été utilisé de manière détourné à Poitiers comme objet contestataire lors des élections présidentielles de 2022 en France. Des slogans politiques étaient collés sur les cônes posés en pleine rue les nuits. En marge des élections présidentielles françaises de 2022, un phénomène particulier a été observé à Poitiers : des plots et cônes de signalisation ont été déposés devant les domiciles de membres de Génération Zemmour (GZ), le mouvement de jeunesse affilié au parti Reconquête d'Éric Zemmour. Bien que ce phénomène n'ait pas été largement médiatisé, il a suscité un intérêt particulier en raison de son caractère inhabituel et de son lien avec les dynamiques politiques locales. Génération Zemmour, le mouvement de jeunesse du parti Reconquête, a vu le jour dans le contexte de la montée en puissance d'Éric Zemmour, un candidat aux ambitions présidentielles marquées par ses positions nationalistes et conservatrices. En réaction à la montée en popularité de Zemmour et à l'influence croissante de son mouvement, divers groupes de contestation ont vu le jour, dont des réseaux antifascistes locaux qui ont pris des mesures pour exprimer leur opposition. Entre décembre 2021 et février 2022, une série d'actions humoristiques sous forme de « troll » a eu lieu dans le centre-ville de Poitiers, où des plots et cônes de signalisation ont été déposés devant les domiciles de membres identifiés de Génération Zemmour. Ces opérations ludiques étaient menées principalement de nuit, ce qui a contribué à la discrétion des actions et a limité leur couverture médiatique. 

### À la télévision
Le caricaturiste montréalais Serge Chapleau en a fait un personnage de l'émission ICI Laflaque appelé « Le cône ». Dans une entrevue de 2011 Chapleau déclare : « Pour cette raison, les cônes orange sont probablement les vedettes de l'année : on les retrouve partout, dans tous les contextes, dont une rigolote petite famille qui expliquerait leur multiplication dans la grande région montréalaise ». 
Les cônes de signalisation ont fait l'objet d'une série TV sur Nickelodeon réalisée par Pascal Adant.

### Icône
Le logotype du logiciel VLC media player est un cône de signalisation.